# Paquita Más
Francisca Más Roldán, conocida artísticamente como Paquita Más (Madrid, 15 de noviembre de 1903-Valencia, 26 de abril de 1994) fue una actriz española de cine, teatro y televisión, que hizo gran parte de su carrera en la Argentina. 

## Biografía
Más fue una primera actriz de carácter, que nacida en España, se radicó en la Argentina en la década de los años 1940 impulsada, como muchos otros, por la guerra civil. Trabajó con figuras de la talla de Ángel Magaña, Palito Ortega, Hugo Pimentel, Susana Campos, Violeta Rivas, Luis Tasca, Teresa Blasco, Mario Passano, Marta Cipriano, Andrea del Boca, entre otros.
Fue la primera mujer del militante del Partido Socialista Unificado de Cataluña (PSUC) y de la UGT, Virgilio Llanos, y madre de Virgilio, Carlos y Carmen.

## Filmografía
- 1946: Chiruca
- 1947: Albéniz
- 1955: La cigüeña dijo ¡Sí!
- 1958: Isla Brava
- 1961: Canción de arrabal o La cumparsita
- 1963: Cuarenta años de novios
- 1964: El Club del Clan
- 1965: Fiebre de primavera
- 1968: Maternidad sin hombres
- 1969: Kuma Ching
- 1973: Andrea
- 1980: El diablo metió la pata[6][7]

## Televisión
- 1959: Teatro del sábado
- 1960: La hermana San Sulpicio
- 1961: El sí de las niñas
- 1961: Siempre hay un amanecer
- 1964: El amor tiene cara de mujer
- 1965: Su comedia favorita
- 1965: Teatro del sábado
- 1967: Mujeres en presidio
- 1968: La pulpera de Santa Lucía
- 1968: El mundo del espectáculo
- 1970: Esta noche... miedo
- 1970: Su comedia favorita
- 1972: Un extraño en nuestras vidas
- 1972-1973: Rolando Rivas, taxista
- 1973: Pobre diabla
- 1974: Alta comedia
- 1974: Vermouth de teatro argentino
- 1974: Dos a quererse
- 1975: Piel naranja
- 1975-1976: Alguna vez, algún día
- 1976: Los que estamos solos.
- 1977: Pablo en nuestra piel
- 1977: El tema es el amor
- 1978: La mujer frente al amor
- 1979: Chau, amor mío
- 1980: Fabián 2 Mariana 0
- 1981: Las 24 horas
- 1982: Nosotros y los miedos
- 1982: Los especiales de ATC[7]

## Teatro
Integró la Compañía de la primera actriz española Lola Membrives, junto con el primer actor Tomás Blanco y las actrices Isabel Pradas, Amelia Altabás, Teresa Pradas, Herminia Mas, Pedro Hurtado, Luis Hurtado, Elena Salvador, Lorenzo Mendoza y Carmen Campoy, entre otros. En 1945 actuaron en la obra La infanzona de Jacinto Benavente, Doña Próspera y Bodas de sangre. Con ella estrena en 1951 la obra Mater Imperatrix escrita también por Benavente, con María Antonia Tejedor, Isabel Pradas, Germinia Samsó, Ricardo Canales, Pedro Hurtado, Fernando Altabás y Lorenzo Mendoza.
Otras de las obras en las que participó se encuentra:
- La malquerida (1955), nuevamente con Lola Membrives.
- La buena sopa (1960).
- Los enredos del amor (1965).
- Los verdes campos del Edén, junto a Eduardo Rudy y Eloísa Cañizares.
- Don Juan bajo las estrellas (1966), junto con Eduardo Bergara Leumann, Carlos Gros, María Vaner, Antonio Martiánez, José María Vilches y Juan Francisco Ibáñez.[10]